# Epilobium oreganum
Epilobium oreganum là một loài thực vật có hoa trong họ Anh thảo chiều. Loài này được Greene mô tả khoa học đầu tiên năm 1888.

## Hình ảnh

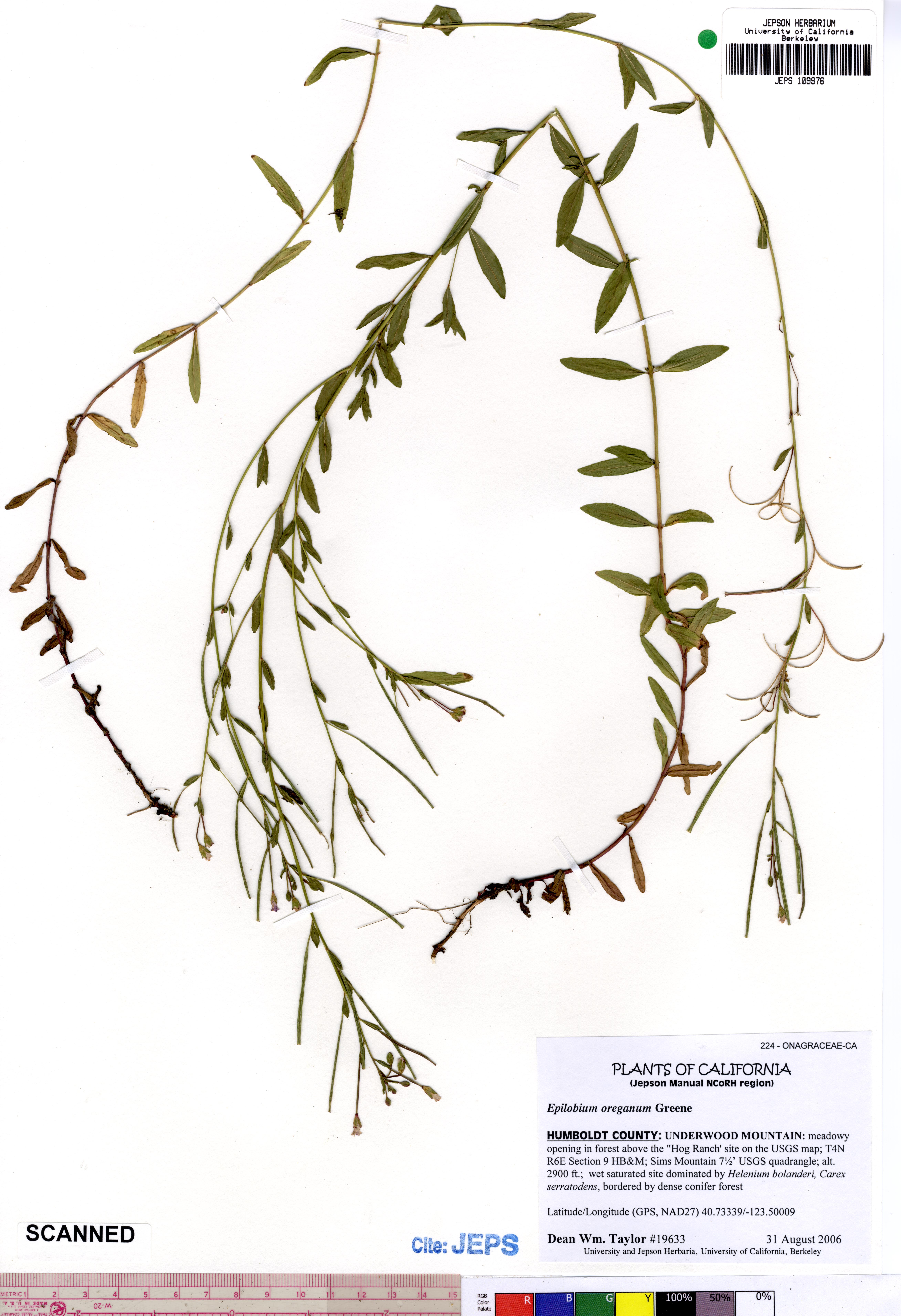